# Germán Schmitz Sauerborn
Germán Schmitz Sauerborn MSC (deutsche Namensform: Hermann Schmitz, * 16. Januar 1926 in Lima; † 28. November 1990 daselbst) war ein peruanischer Ordenspriester und römisch-katholischer Weihbischof in Lima.

## Leben
Germán Schmitz Sauerborn wurde in eine deutschstämmige Familie geboren, seine Eltern waren Klaus Schmitz und Elisabeth Sauerborn. Seine Muttersprache war Deutsch; er hieß in der Familie Hermann. „Ich bin ein Deutscher, zusammengebaut in Peru“, pflegte er von sich zu sagen. Auf der Straße lernte er Spanisch. Nach der Grundschule besuchte er das Colegio Peruano Alemán Alexander von Humboldt und in den letzten Gymnasialjahren das Colegio La Inmaculada der Jesuiten in seiner Heimatstadt. Als Jugendlicher arbeitete er in der Katholischen Aktion mit.
1946 trat Germán Schmitz in die Kongregation der Herz-Jesu-Missionare ein. Sein Noviziat absolvierte er in Shelby (Ohio). Anschließend studierte er in den USA Philosophie, legte am 15. August 1950 in Lima die Ewigen Gelübde ab und studierte danach Theologie an der Gregoriana in Rom. Ab 1955 arbeitete er im Mutterhaus und im Kleinen Seminar der norddeutschen Provinz seiner Kongregation in Hiltrup. Dort wurde er am 20. Juli 1958 zum Priester geweiht. 1960 kehrte er nach Peru zurück. Er war unter anderem Rektor des theologisch-propädeutischen Seminars in Caravelí, Kaplan in der Pfarrei San Felipe Apóstol in Lima und ab 1966 deren Pfarrer. Er gehörte der peruanischen Priestergemeinschaft Oficina Nacional de Información Social (ONIS) an, die von ihrer Kirche einen entschiedenen Einsatz gegen die Ausplünderung ihres Landes durch die Reichen und für die Armen verlangten.
Am 17. August 1970 ernannte Papst Paul VI. Germán Schmitz zum Titularbischof von Megalopolis in Proconsulari und zum Weihbischof in Lima. Kardinal Juan Landázuri Ricketts OFM, Erzbischof von Lima, weihte ihn am 18. Oktober 1970 zum Bischof. Seinen bischöflichen Wahlspruch entnahm er – ein wenig abgewandelt – dem Johannesevangelium (Joh 8,32 ): „La verdad de Cristo nos hará libres“ (spanisch Die Wahrheit Christi wird uns freimachen).
Erzbischof Landázuri übertrug Weihbischof Schmitz die Verantwortung für die Seelsorge im Süden des Erzbistums Lima. Dort siedelten sich Zuwanderer aus den Anden an, so entstanden Dutzende von Elendsdörfern, „pueblos jóvenes“ (span.: neue Dörfer) genannt. In diesen Siedlungen wurde er bald als ein mutiger Vorkämpfer der Option für die Armen bekannt. Seine Pastoral und die Art, wie er unermüdlich zu Fuß in den Armenvierteln unterwegs war, wie er die Sprache der „einfachen Leute“ (gente humilde) sprach, beeindruckte Gustavo Gutiérrez, der damals seine Theologie der Befreiung entwarf, tief. Schmitz nahm an der Bischofssynode 1971 teil; seine Beiträge waren wegweisend für das nachsynodale Dokument De iustitia in mundo.
In den 1970er und 1980er Jahren, den Jahrzehnten der Verwirklichung der Anstöße des Zweiten Vatikanischen Konzils in der katholischen Kirche in Peru, war Schmitz einer der pastoral und theologisch einflussreichsten Bischöfe des Landes. Aufsehen erregte das von Schmitz verfasste Memorandum über Evangelisierung und Befreiung, das die peruanische Bischofskonferenz im Januar 1973 veröffentlichte, nicht zuletzt die Aussage, dass die katholische Kirche aufgrund ihrer Option für die Armen und im Einsatz für die Ausgebeuteten auch eine „politische Mission“ zu erfüllen habe. 1974, in einer Hochzeit der Debatten über die Dependenztheorie und die Verantwortung der Christen bei der Überwindung ausbeuterischer wirtschaftlicher und politischer Verhältnisse und gesellschaftlicher Reformen, war er der Wegbereiter der Gründung des Instituto de Estudios Social Cristianos (IESC) in Lima. Der peruanische Episkopat wählte ihn zu einem seiner Vertreter bei der III. Generalversammlung der lateinamerikanischen und karibischen Bischöfe 1979 in Puebla. Zusammen mit Leonidas Proaño, dem Bischof von Riobamba, entwarf er den Abschnitt zur Option für die Armen im Schlussdokument der Generalversammlung in Puebla.
Große Anliegen waren ihm die Unterstützung der Christlichen Arbeiterjugend, die Ausbildung der Katecheten und der anderen kirchlichen Laienmitarbeiter sowie die Förderung des sozialen Engagements des Klerus seines Sprengels. Er begründete die Semana Social (Soziale Woche), eine jährliche Studienwoche zur Katholischen Soziallehre. Durch seine Pastoral im „Cono Sur“ von Lima legte er den Grundstein für die Gründung des Bistums Lurín, die sechs Jahre nach seinem Tod erfolgte.
1989 erkrankte Germán Schmitz an Krebs. Er starb im Jahr darauf und wurde in der Kirche, die später zur Kathedrale des Bistums Lurín wurde, beigesetzt. Das Requiem feierte Pfarrer Carlos Castillo, für den Germán Schmitz das große Vorbild war.

## Ehrungen
Zahlreiche Sozialwerke, Vereinigungen und kirchliche Einrichtungen in Peru sind nach Germán Schmitz benannt.

## Schriften
- Evangelización. Algunas líneas pastorales. Editorial Salesiana, Lima 1973.
- mit Rolando Ames und Gustavo Gutiérrez: Cinco años de Medellín 1968–1973. Pontificia Universidad Católica del Perú, Lima 1973.
- Dar la vida por sus amigos. In: Jon Sobrino (Hrsg.): Mons. Romero, profeta y mártir de la liberación. Centro de Estudios y Publicaciones, Lima 1982.